# Thalictrum confine
Thalictrum confine là một loài thực vật có hoa trong họ Mao lương. Loài này được Fernald miêu tả khoa học đầu tiên năm 1900.